# Anna Zemánková
Anna Vesela, dite Anna Zemánková, née le 23 août 1908 à Olmütz et morte le 15 janvier 1986 à Prague, est une artiste peintre, dessinatrice et pastelliste tchécoslovaque.

## Biographie
Mariée à un officier en 1933, Anna Zemánková abandonne son métier d’assistante dentaire en 1936 à la naissance de leur deuxième enfant. En 1948, la famille s’installe à Prague. Au cours des années 1950, Anna Zemánková sombre dans la dépression et, diabétique, doit être amputée des deux jambes. À 50 ans passés, elle se met alors à peindre, à dessiner, à coller des représentations de figures organiques, animaux, plantes, minéraux, grappes de fruits hybrides, corps recomposés. Elle utilise un grand nombre de techniques, pour certaines originales : pastel et dessin à la plume ou au stylo à bille, perforation du support, dessin gaufré pressé selon un relief réalisé sur du papier chiffon fait à la main, peinture sur soie ou sur satin. Selon un rituel immuable, elle dessine chaque matin entre quatre et sept heures, en état de transe.

## Œuvres dans les musées
- Au musée Lille Métropole Musée d'art moderne, d'art contemporain et d'art brut se trouvent 21 œuvres d'Anna Zemánková, toutes sans titre[6]
- La Collection de l'Art Brut à Lausanne[7]
- Musée de la Création Franche[8]

## Expositions

### Expositions collectives
- Stranieri ovunque/Foreigners everywhere [Étrangers partout], 60e Biennale d'Art Contemporain, Venise, du 20 avril au 24 novembre 2024[9],[10]